# Matériau de construction
Pour les articles homonymes, voir matériau (homonymie).
Les matériaux de construction sont des matériaux utilisés dans les secteurs de la construction : bâtiments et travaux publics (souvent désignés par le sigle BTP). Ils couvrent une vaste gamme des matériaux qui inclut principalement le bois, le verre, l'acier, l'aluminium, les textiles, les matières plastiques (isolants notamment) et les matériaux issus de la transformation de produits de carrières, qui peuvent être plus ou moins élaborés (incluant le béton et divers dérivés de l'argile tels que briques, tuiles, carrelages et divers éléments sanitaires).
Pour des raisons d'économies et face aux crises écologique et climatique, une tendance générale (qui touche aussi le génie civil) est d'économiser les ressources naturelles et énergétiques tout en limitant les émissions de gaz à effet de serre. Ainsi, dans le cadre du développement d'une économie circulaire et d'une transition énergétique, de nouveaux matériaux alternatifs (écomatériaux, matériaux biosourcés pour « bâtiments biosourcés », sédimatériaux, etc.) apparaissent (ou réapparaissent), incluant des matériaux recyclés ou intégrant des déchets industriels ou du BTP (démolition/déconstruction, avec notamment depuis quelques décennies le Graviers de Béton Recyclé ou GBR) et le Béton à contenu recyclé ; ces tendances pourraient bientôt bénéficier des apports de l'intelligence artificielle et de matériaux dits « intelligents ». Leur mise en œuvre pourrait également rapidement évoluer avec par exemple l'impression 3D de bâtiments (ou d'éléments préfabriqués de bâtiment et d'infrastructures).
En France, conformément à une Directive européenne prévoyant la valorisation de 70 % des déchets du BTP avant 2020 la loi TECV, ainsi que son décret d'application imposent. aux distributeurs de matériaux du bâtiment, de produits et d'équipements de construction à destination des professionnels d'organiser la reprise des déchets issus des chantiers de construction (72 % de la masse totale des déchets produits en France).

## Histoire

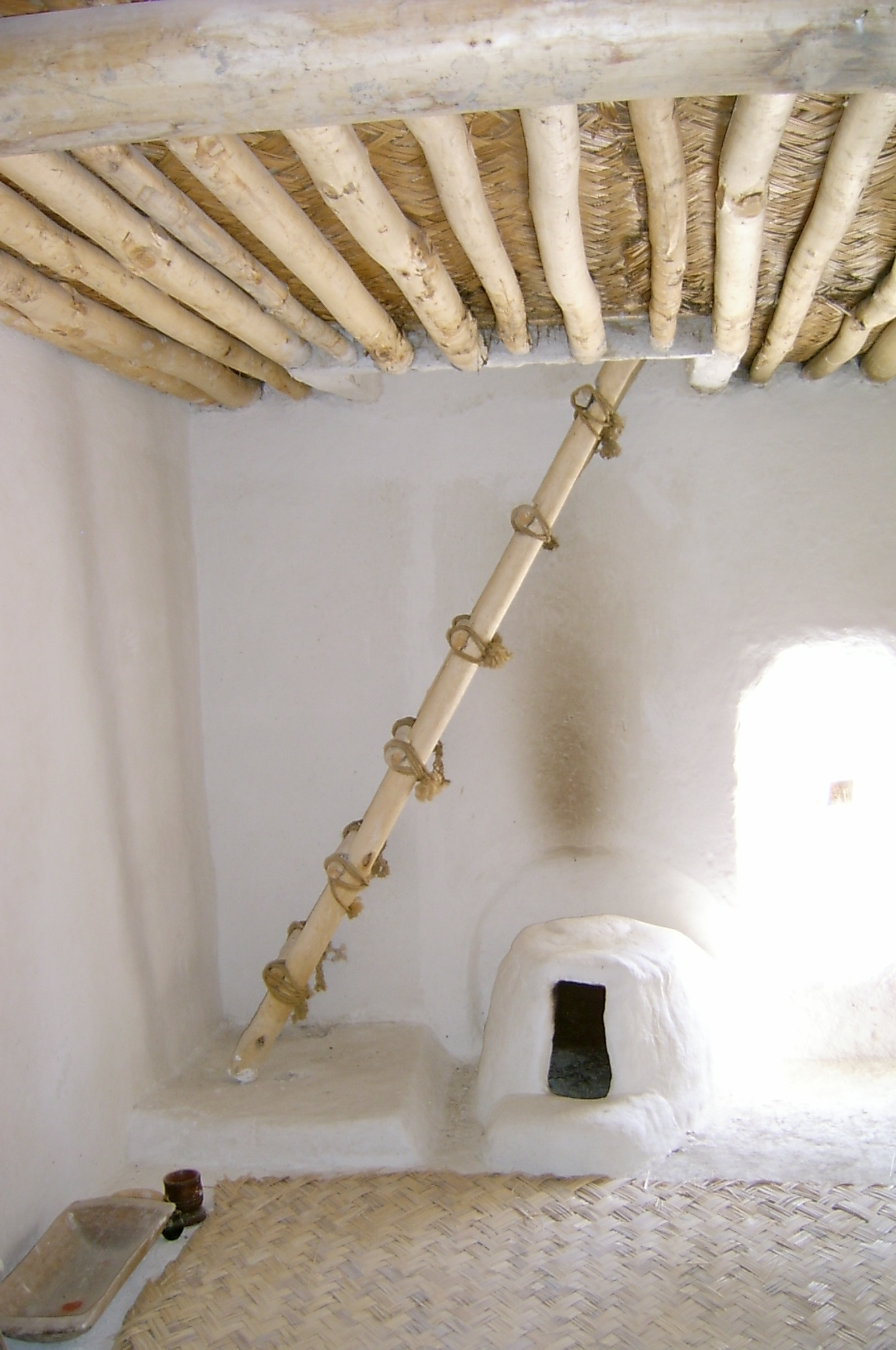
Çatal Höyük, néolithique, 6000 av. J.-C., enduits d'argile blanche reconstitués.

Le bois, la pierre, la terre crue et la terre cuite sont les matériaux traditionnels qui ont conditionné la manière de concevoir les bâtiments. Si les premiers sont disponibles à même le sol, la terre cuite est la première pierre artificielle employée. Par la suite, dès l'Antiquité, d'autres matériaux exigeant une préparation et des processus complexes de transformation, comme la chaux ou le plâtre, obtenus par chauffage de pierre calcaires ou de gypse sont employés. Additionnés de la pouzzolane ou de brique pilée, ils permettent à la Rome antique, de réaliser les premiers bétons basés sur de la chaux, l'opus caementicium. Jusqu'à la révolution industrielle, le fer, la fonte, le verre ne sont employés que de manière marginale.

### Grèce antique
Les temples antiques sont originairement en bois, recouverts d'argile cuite peinte de couleurs vives, destinée à protéger le bois, puis progressivement construits en marbre (dans les Cyclades) ou en calcaire gris coquillé (dans le Péloponnèse) accédant ainsi à une dimension monumentale. Dans cette nouvelle architecture, toute de pierre constituée, charpente comprise, les éléments fonctionnels tels métopes et triglyphes de la frise dorique qui étaient à l'origine des plaques de terre cuite qui protégeaient de l'humidité la charpente en bois, accèdent à une valeur purement décorative. Même chose pour les annelets des colonnes, qui à l'origine étaient les cerclages des colonnes en bois. Le temple est couvert de tuiles, corinthiennes ou laconiennes, rectilignes ou curvilignes, en terre cuite ou en pierre, entre 60 cm et 1 m, estampillées de dates de lettres ou de destination. Selon l'auteur grec Pausanias, l'inventeur des tuiles en marbre est un certain Byzès de Naxos. Un soin particulier est accordé aux charpentes renforcées parce que supportant des tuiles en pierre. Elles sont en pin de Macédoine, en chêne du Péloponnèse en cèdre ou en cyprès issu de la région de Sicyone ou même d’Égypte. Les charpentiers tout comme les peintres et sculpteurs sont itinérants. Contrairement à l'image de marbre blanc que nous a laissé l'usure du temps, les temples grecs étaient peints. Une coloration canonique se met en place : les lignes horizontales sont en rouge, les verticales en bleu ou en bleu-noir, les fûts de colonnes restent clairs.
Périclès dans la vie des hommes illustres de Plutarque consacre l'usage des matières premières suivantes : pierre, airain, ivoire, or, ébène, cyprès.

### XVIIIeetXIXesiècles
En 1859, en France, l'Encyclopédie-Roret mentionne les matériaux suivants : la pierre, le moellon, la meulière, le plâtre, les carreaux de plâtre, les plâtras, la chaux, les mortiers, les sables, les ciments, la pouzzolane, le pisé, l'argile, le salpêtre, la brique, les carreaux de terre cuite, les poteries, les marbres, les granits, les stucs, le grès, la craie, le blanc en bourre, la terre à four, le bois de chêne, le bois de sapin, le noyer, l'aulne, le tilleul, l'érable, le fer, la fonte de fer, l'acier, le plomb, l'étain, le zinc, le régule, le cuivre jaune (le laiton), le cuivre rouge, la tuile de pays, la tuile de Bourgogne, la tuile d'Altkirch, le bitume-asphalte, les couleurs, les tissus de lin, de soie et de coton, les papiers de tenture, les verres à vitres, etc..
Les pierres employées à Paris se tirent des carrières de Bagneux, de Sèvres, de Vaugirard, de Châtillon, de Montrouge, d'Arcueil, de Saint-Leu-d'Esserent (la Pierre de Saint-Leu), de L'Isle-Adam, de Conflans-Sainte-Honorine, de Gentilly, de Nanterre, de Montesson, de Saillancourt, près Meulan, de Louvres, de Tonnerre et de Château-Landon.
À partir de la révolution industrielle, et surtout à partir du XIXe siècle, le champ d'application de certains matériaux comme le fer, la fonte, l'acier, voire le verre, à grand renfort de combustibles fossiles, se déplacent vers la construction.
Une mutation s'opère alors dans la construction lorsqu'on cesse d'employer la pierre naturelle comme matériau statique. Elle coïncide avec l'apparition du béton de ciment et plus largement des pierres artificielles (briques, blocs, etc.), moins chers à produire, plus faciles à mettre en œuvre.

### XXesiècle
De nouveaux matériaux de construction voient le jour, résultats des progrès de la chimie et de la science des matériaux. À partir des années 1930, la plasturgie s'appuyant sur l'exploitation des produits dérivés du pétrole, crée de nouveaux matériaux par synthèse chimique, les matières plastiques, dont la grande adaptabilité (légèreté, solidité, déformabilité, facilité de nettoyage) fait le succès dans de nombreux domaines y compris la construction.
Se pose alors la question, pour la première fois de l'histoire, du cycle de vie de ces matériaux, en fin de vie leur stockage, leur recyclage ou leur destruction, ces matériaux n'existant pas à l'état naturel, n'étant pas biodégradables et présentant un caractère plus ou moins nocif.
Il existe une corrélation étroite entre le produit national brut (PNB) d'un pays et sa consommation de polymères.

### XXIesiècle
Une partie du travail de recherche actuel sur les matériaux  vise à produire des matériaux plus performants, à moindre coût énergétique et à moindre impact environnemental. D'autre part un intérêt populaire certain retourne aux matériaux traditionnels originaux.

### Prospective
L'impression 3D de grands volumes, le BIM, les matériaux intelligents, la ville intelligente appellent des matériaux nouveaux et/ou alternatifs dont le développement est souvent freiné par l'absence de normes, et parfois de retour d'expérience.
L'apprentissage automatique et divers outils déjà disponibles de modélisation complexe d'optimisation et d'aide à la décision, par exemple basés sur des algorithmes génétiques (AG) et de programmation génétique (PG et MGGP, pour multigene genetic programming) sont proposés, par exemple par Sadok en 2016 pour aider au développement de ces nouvelles approches (matériaux/formulation, réseaux intelligents, moyens de mise en œuvre, etc.).

## Classification

### Classement chimique
Voici un classement possible selon leur structure atomique, ou selon un classement de conception :
- matériaux métalliques — liaison métallique —, matériaux durs, rigides et déformables plastiquement. Ce sont des métaux ou des alliages de métaux : fer, acier, aluminium, cuivre, bronze, fonte, etc. Les métaux et leurs alliages sont ordinairement bons conducteurs de la chaleur, de l'électricité, opaques à la lumière visible qu'ils réfléchissent. On distingue :
  - métaux ferreux : aciers fortement et faiblement alliés, fontes,
  - métaux non ferreux : alliages d'aluminium, de cuivre, de nickel, de titane, de zinc, etc. ;
- matériaux organiques ou polymères organiques — liaison covalente et liaison secondaire —, matériaux constitués de molécules formant de longues chaînes carbonées, matériaux faciles à mettre en forme, ils supportent rarement des températures supérieures à 200 °C, ils sont presque toujours des isolants thermique et électrique. Ce sont des matériaux d’origine animale, végétale ou synthétique :
  - matériaux naturels d'origine végétale : bois, coton, papier, carton, etc.,
  - matériaux naturels d'origine animale : laine, cuir, etc.,
  - matériaux synthétiques (matière plastique et élastomères). On distingue, selon leurs propriétés thermomécaniques :
    - polymères thermoplastiques :  polyéthylène (PE), polystyrène (PS), polychlorure de vinyle (PVC), etc.,
    - polymères thermodurcissables : polyester insaturé, polyuréthane, résine formaldéhyde,
    - élastomères (qui se répartissent en élastomère thermoplastique et thermodurcissable) et mousses : caoutchouc, silicone, EPDM, caoutchouc nitrile (NBR), polyuréthane, etc. ;
- matériaux minéraux ou céramiques — liaison ionique et liaison covalente —, matériaux inorganiques caractérisés par leur résistance mécanique et thermique (réfractaire). Ce sont des roches, des céramiques ou des verres :
  - roches : pierre naturelle, plâtre, etc.,
  - céramiques : porcelaine… ;
- matériaux composites. Ce sont des assemblages d'au moins deux des trois types de matériaux déjà cités, non miscibles : « fibre de verre », « fibre de carbone », contreplaqué, béton, béton armé, « Kevlar », etc.

### Forme
- Poudre : plâtre, ciment, chaux, etc.
- Pavé droit (parallélépipède) : brique, bloc, pavé, etc.
- Écaille : tuile, ardoise, carreau, bardeau, etc.
- Panneau : de menuiserie.
- Feuille : différents produits étirés, verre étiré, métallique : feuille d'acier, de plomb, de zinc, membranes synthétiques, etc.
- Produit long : différents produits laminés, poutrelles, barres, fils en acier ou fer forgé.

## Types
- Bois : le bois tendre (aussi nommé « bois mou »), souvent à base de conifères, est majoritairement utilisé dans la construction de  divers bâtiments ou de meubles. Le bois dur provient de feuillus, et est employé pour la construction de meubles ou dans les projets de constructions d'édifices qui durent à long terme.
- Métaux (cuivre, fer, zinc, aluminium, plomb, etc.) : utilisés dans le domaine de la manufacture et de la construction, ils sont fréquemment transformés en alliages métalliques, c'est-à-dire la combinaison par la fusion de plusieurs métaux. Par exemple l'acier, composé de fer et d'une quantité minime de carbone.

## Recherche et développement
Pour faciliter et optimiser l'utilisation de nouveaux matériaux et technologies à jour, des recherches en cours sont entreprises pour améliorer l'efficacité, la productivité et la compétitivité sur les marchés mondiaux.
La recherche et développement de matériaux peut être commerciale, académique ou les deux, et peut être menée à n'importe quelle échelle. Un exemple d'installation de prototypage de matériaux de construction est la "Forty Walls House" en Australie, où jusqu'à 40 nouveaux matériaux durables sont rapidement prototypés et testés simultanément dans un bâtiment occupé en permanence et surveillé.
Le prototypage rapide permet aux chercheurs de développer et de tester rapidement des matériaux, en apportantdes ajustements et en résolvant les problèmes pendant le processus. Au lieu de développer des matériaux théoriquement et de les tester ensuite, pour découvrir des défauts fondamentaux, le prototypage rapide permet un développement et un test relativement rapide, raccourcissant considérablement le temps nécessaire pour mettre sur le marché de nouveaux matériaux, de plusieurs années à seulement quelques mois.

## Circonspection sage et écologie
Dans les économies rurales et agricoles qui sont jusqu'au XVIIe siècle le lot de 80 % de la population française (Soit 16 millions de personnes. Le déclin s'amorce avec la révolution industrielle et surtout à partir du XIXe siècle. En 1968, seulement 15 % de la population vit encore de l'agriculture.), la construction des bâtiments est intimement liée au terroir :
Encore début XIXe siècle, dans toutes les localités on ne trouve pas toujours tous les matériaux dont on aurait besoin, ni les meilleurs d'entre eux d'ailleurs. Quelquefois on manque totalement des uns ou des autres, soit que les forêts sont éloignées et les bois de construction rares et chers ; là c'est la pierre de taille dont on ne trouve des carrières qu'à de grandes distances et dont il faut se passer faute de moyens suffisants; ailleurs on manque totalement de moellons ainsi que de sable et de gravier ou là encore on manque de tuiles. Il faut y suppléer par de la lave ou du bardeau ou autres matières, etc. Un propriétaire qui veut bâtir doit bien savoir quels sont les matériaux à sa portée, leur prix et  leur transport, leur fabrication et s'instruire enfin sur la meilleure manière d'employer les uns et les autres. Les matériaux les plus nécessaires sont le bois, le fer, la pierre, la terre, le sable. Avec de la terre on fait des briques, des tuiles, des carreaux, du ciment, du pisé. Avec les pierres on fait de la chaux, qui, avec le sable, produit des mortiers presque toujours indispensables. Toutefois, on fabrique aussi des mortiers avec une espèce d'argile (Une terre franche) qui a beaucoup d'adhésion et quelquefois on se passe totalement de mortier ce qui produit des murs à sec bons pour les clôtures mais sujets à réparations.
Tous ces choix sont dictés par l'économie. Par économie, on parle de la circonspection sage et éclairée au moyen de laquelle on parvient à son but avec le moins de frais possible sans compromettre ni la solidité, ni la convenance d'aucune partie du travail.
La révolution industrielle se caractérise par le passage d'une société à dominante agricole et artisanale à une société commerciale et industrielle dont l'idéologie est technicienne et rationaliste. Un modèle de société se développe alors sur le modèle de la croissance. Croissance démographique, croissance des moyens de production, croissance de la consommation matière première (houille et minerai de fer en premier), croissance des moyens de communication, ainsi qu'un goût de l'exploit qui s'exprime à partir de 1851 dans les expositions universelles.
Avec le chemin de fer, l'étendue d'approvisionnement des régions va en s'agrandissant. L'exploitation intensive des énergies fossiles, le moteur thermique, rend ensuite possible le transport des matériaux sur de grandes distances par la route, par les voies navigables, et par la mer. À Paris par exemple, les carrières historiques — les catacombes — sont à l'abandon. Les calcaires oolithiques de la Bourgogne ou de la Lorraine viennent en concurrence avec les pierres que la navigation amène des carrières tertiaires de l'Île-de-France et du Vexin. Au XXe siècle, en Europe on va chercher les pierres de construction de plus en plus loin : Chine, Viêt Nam, etc.
Les progrès de la chimie, le développement des fours industriels, conduisent à de nouveaux matériaux énergivores (l'acier, le béton de ciment), ou déplacent les champs d'application de certains matériaux qui n'étaient employés que de manière marginale dans la construction. Les polymères sont presque entièrement des produits de la pétrochimie. Paradoxalement, la crise pétrolière de 1973 a favorisé leur développement, car le coût énergétique de leur production est nettement plus faible que celui des matériaux traditionnels.
Fin XXe siècle, les chocs pétroliers à répétition, la prise de conscience écologique consécutive au dérèglement climatique, conduisent à reconsidérer certains de ces matériaux quant à leur impact environnemental. L'énergie grise, la quantité d'énergie nécessaire au cycle de vie d'un matériau ou d'un produit — la production, l'extraction, la transformation, la fabrication, le transport, la mise en œuvre, l'utilisation, l'entretien puis le recyclage — est un indicateur créé dans ce but.

## Matériau de construction et santé
L'histoire est émaillée de catastrophes sanitaires. La peste et les maladies pestilentielles ont été éradiquées à partir du XIXe siècle par l'amélioration de l'hygiène et notamment de l'hygiène domestique, l'eau potable, la ventilation, etc.. Le plomb, dont les cas d'intoxication sont observés de l'antiquité à nos jours (voir Histoire du saturnisme), se retrouvera utilisé dans les canalisations (il donnera son nom au plombier) ou dans les peintures (céruse). Malgré l'interdiction du plomb dans les peintures et l'essence dans de nombreux pays, des cas graves de saturnisme persistent dans la plupart des grandes villes (habitats anciens) et régions industrielles.
Les développements relativement récents (début XIXe siècle) donnés aux produits de synthèse chimique ont suscité de nouveaux sujets de préoccupation. La chimie connaît un énorme progrès quantitatif avec Antoine Lavoisier qui l'a promue en science exacte (Subsistent, acceptés par les croyances communes jusqu'en 1850, des alchimistes poursuivant la quête de la pierre philosophale et continuant l'alchimie sous une forme ésotérique). La chimie analytique dissèque alors la matière et sans grande précaution trouve rapidement des applications industrielles aux composés qu'elle découvre. Dès 1800 par exemple, les gaz manufacturés sont employés comme gaz d'éclairage dans toutes les grandes villes. Le principal d'entre eux, un gaz obtenu par distillation de la houille, est un dangereux mélange de sulfure d'hydrogène, de monoxyde de carbone et de méthane — au début du XXe siècle, des utilisateurs se plaignent encore de mauvaises odeurs, de céphalées et de vomissements causés par le gaz —, et conduit à la généralisation de la ventilation dans les appartements. Le gaz de houille est « heureusement » remplacé dans toutes ses applications par l'électricité à partir de 1880 et par le gaz naturel à partir de 1945.
Des débats plus récents concernent la toxicité du pentachlorophénol et du lindane, employés dans le traitement du bois, des Pyréthrinoïdes, antimites employés dans les tapis de laine, des polychlorobiphényles (PCB), et formaldéhydes, des composés organiques volatils, du toluène (Voir Intoxication au toluène) et du xylène, les hydrocarbures chlorés employés dans les colles, les vernis, les peintures, les diluants et les décapants, etc.
L'usage passé des chlorofluorocarbures (CFC) par l'industrie de la climatisation a contribué pour une bonne part à la destruction progressive de la couche d'ozone, dont le rôle protecteur est déterminant pour les êtres vivants. Constaté à la fin des années 1970, ce que l'on a appelé le « trou de la couche d'ozone » a conduit au premier protocole environnemental à atteindre la ratification universelle, le Protocole de Montréal, en 1985 : il a pour objectif de réduire et à terme d'éliminer complètement les substances qui réduisent la couche d'ozone.
L'amiante est interdit en France et dans divers pays depuis 1996 à la suite du scandale de l'amiante, mais le Québec continue, à la suite d'un accord passé avec les producteurs canadiens d'amiante, d'en promouvoir un usage sécurisé.
Toutes les activités industrielles à base de chlore sont actuellement minutieusement examinées. Dans l'industrie des résines, le PVC est le produit le plus sérieusement examiné puisqu'il est le plus grand consommateur de chlore industriel.
Des familles entières de produits chimiques sont ou doivent être testées pour vérifier s'ils perturbent ou non le système hormonal humain ou d'autres espèces (perturbateur endocrinien), tels :
- le bisphénol A, abondant dans les polycarbonates ;
- les phtalates, généralisés comme plastifiant des PVC et de divers plastiques ;
- le nonylphénol, additif aux polymères tels que le polystyrène et les PVC.

Un débat porte sur l'évaluation des risques liés à l’exposition aux champs électromagnétiques.

### Tri, recyclage, réutilisation, élimination des déchets du BTP et des matériaux en fin de vie
Le réemploi de matériaux contribue à économiser et/ou à préserver des ressources naturelles, tout en réduisant les déchets du secteur du bâtiment qui peuvent parfois être réutilisés sur place. Il s’inscrit dans une démarche d’économie circulaire et de décarbonation, en permettant de donner une seconde vie aux matériaux. Les matériaux broyés sont de plus en plus couramment utilisés dans le BTP, mais le réemploi de matériaux et d'éléments architecturaux issus de la déconstruction ou de la rénovation sans modification majeure de leur substance, bien que souvent évoqué et encouragé car potentiellement encore plus vertueux, peine à s'intégrer dans les grands projets (pour des raisons techniques, psychologiques, organisationnelles et socioéconomique). 
Les matériaux concernés peuvent être des éléments de construction (pierre, béton, bois), de structures, tels que menuiserie (portes, fenêtres, planchers, meubles intégrés), des équipements techniques (chauffage, ventilation), etc.
En France, en 2021, la loi AGEC (Anti-Gaspillage pour une Économie Circulaire) fixe des objectifs de réemploi pour les matériaux de construction. La réglementation environnementale RE 2020 favorise le réemploi dans le bâtiments neufs, en considérant leur impact carbone comme nul dans le calcul de l’analyse de cycle de vie (ACV) du bâtimentdans le cadre du développement des REP et de l’économie circulaire, depuis le 1er janvier 2022, tout producteur de produits ou matériaux de construction destinés au secteur du bâtiment (PCMB) doit adhérer à un éco-organisme agréé chargé de financer et organiser la gestion des déchets issus de ces produits PCMB. Il s'agit notamment de diminuer les couts et impacts économiques, écologiques et climatiques d'un extractivisme souvent polluant et gaspilleur de ressources naturelles. Pour cela les fabricants doivent permettre à tout détenteur (particulier ou professionnel) de déchets inertes triés, de gratuitement s'en défaire, qu'il s'agisse de déchets issus de construction neuve, de rénovation ou de démolition.

Ecominéro est un éco-organisme créé par des industriels et cinq syndicats professionnels de la filière minérale sous statut de société à mission (sans but lucratif). Ecominéro promeut, co-finance et organise la collecte, le recyclage ou réemploi, ou une valorisation des déchets inertes du secteur du bâtiment, actes devenus obligatoires pour les fabricants de béton (prêt à l’emploi ou vendu sous forme de produits préfabriqué) de granulats, enrobés, pierre de construction, briques et tuiles, enrobés, etc..
La région Grand Est (2024), s'est engagée à mettre en place 70 « matériauthèques » d'ici 2030 pour favoriser le réemploi des matériaux de construction.